# Ostrivka, Novoukraiinka
Ostrivka (în ucraineană Острівка) este un sat în comuna Șîșkîne din raionul Novoukraiinka, regiunea Kirovohrad, Ucraina.

## Demografie
Componența lingvistică a localității Ostrivka
     Ucraineană (100%)
Conform recensământului din 2001, toată populația localității Ostrivka era vorbitoare de ucraineană (100%).